# Edgars Cgojevs
Edgars Cgojevs, przed 2014 jako Edgars Kļaviņš (ur. 10 marca 1993 w Talsi) – łotewski hokeista, reprezentant Łotwy.

## Kariera
- SDE HF J18 2 (2008)
- SDE HF J18 (2008-2009)
- Lidingö Vikings J18 (2009-2011)
- Lidingö Vikings (2010-2011)
- AIK J20 (2011-2013)
- AIK (2012-2013)
- Vallentuna BK (2013)
- Timrå IK (2013-2014)
- IF Troja-Ljungby (2014)
- Kallinge/Ronneby IF (2014)
- Bejbarys Atyrau (2015)
- Polonia Bytom (2015)
- Orlik Opole (2015-2016)
- Venta 2002 (2016-2020)
- Tukums/Venta 2002 (2020-)

Wychowanek klubu w rodzinnym mieście Talsi. Karierę rozwijał w Szwecji, gdzie od 2009 do 2014 grał kolejno w rozgrywkach seniorskich, a następnie w seniorskich ligach Elitserien, Allsvenskan i Division 1. Od stycznia 2015 zawodnik Bejbarysu Atyrau w lidze kazachskiej. Od sierpnia do listopada 2015 zawodnik Polonii Bytom w rozgrywkach Polskiej Hokej Ligi. Od listopada 2015 zawodnik Orlika Opole. 
W barwach juniorskich reprezentacji Łotwy uczestniczył w turniejach mistrzostw świata do lat 18 w 2010 (Elita), 2011 (Dywizja I), mistrzostw świata do lat 20 w 2012 (Elita). W sezonie 2013/2014 zadebiutował w seniorskiej kadrze kraju.

## Sukcesy
Reprezentacyjne
- Awans do mistrzostw świata do lat 18 Elity: 2011

Klubowe
- Złoty medal mistrzostw Łotwy do lat 18: 2010 z SK Riga 18
- Ed Chynoweth Cup – mistrzostwo WHL: 2014 z Edmonton Oil Kings
- Memorial Cup – mistrzostwo CHL: 2014 z Edmonton Oil Kings

Indywidualne
- Sezon J18 Elit 2010/2011:
  - Pierwsze miejsce w klasyfikacji strzelców: 22 gole
- Mistrzostwa świata do lat 18 w hokeju na lodzie mężczyzn 2011/I Dywizja#Grupa A:
  - Pierwsze miejsce w klasyfikacji asystentów turnieju: 4 asysty[5]